# Конкорд (площад)
Вижте пояснителната страница за други значения на Конкорд.
„Конкорд“ (на френски: Place de la Concorde, в превод площад на Съгласието) е площад в Париж, в началото на Шан-з-Елизе, 8-и арондисман. Сградите около площада представляват пример на строителството от епохата на класицизма.
Площадът е идея на Луи XV, който възлага осъществяването му на главния си архитект през 1755 г. Първоначално представлява заобиколен с ровове осмоъгълник, в чиито ъгли се намират алегорични статуи, символизиращи най-големите и важни градове на Франция. По средата на площада се намира конна статуя на Луи XV.
По време на Френската революция паметникът в средата на площада е заменен от огромна гилотина и името му е сменено на „Площад на Революцията“. Тук са обезглавени Луи XVI и Мария-Антоанета, а по-късно Жорж Дантон и Максимилиан Робеспиер. През 1795 година площадът си връща името.
В периода 1787 – 1790 г. над Сена е построен мостът Конкорд, който свързва площада с Бурбонския дворец на отсрещния бряг (днес седалище на Националното събрание).
Друг известен монумент на площада е древноегипетският обелиск, който през 1831 г. е подарен на Франция от Мохамед Али паша, управител на Египет и Судан. Пристига в Париж на 21 декември 1833 година, а е монтиран на мястото му на 25 октомври 1836. Обелискът е висок 23 метра и тежи 250 тона. Наблизо се намира и църквата „Света Мария Магдалена“, известна като Мадлената.